# Mistrovství Evropy v zápasu ve volném stylu 1998
Mistrovství Evropy v zápasu ve volném stylu mužů a žen proběhl v Bratislavě (Slovensko).

## Muži
| Kategorie | Zlato              | Stříbro           | Bronz                |
| --------- | ------------------ | ----------------- | -------------------- |
| 54 kg     | Oleksandr Zacharuk | German Kontojev   | Amiran Kardanov      |
| 58 kg     | Davit Pogosijani   | Murad Umachanov   | Jevgen Buslovyč      |
| 63 kg     | Serafim Barzakov   | Siarhei Smal      | Elbrus Tedejev       |
| 69 kg     | Yüksel Şanlı       | Zaza Zozirovi     | Velijan Alajverdiyev |
| 76 kg     | Alexander Leipold  | Arajik Gevorgjan  | Adam Sajtijev        |
| 85 kg     | Buvajsar Sajtijev  | Davit Bičinašvili | Jozef Lohyňa         |
| 97 kg     | Eldar Kurtanydze   | Marek Garmulewicz | Aftandil Xanthópulos |
| 130 kg    | Aydın Polatçı      | Milan Mazáč       | David Musulbes       |

## Ženy
| Kategorie | Zlato                  | Stříbro             | Bronz               |
| --------- | ---------------------- | ------------------- | ------------------- |
| 46 kg     | Inga Karamčakovová     | Mette Barlie        | Farah Touchi        |
| 51 kg     | Yelena Yegoshina       | Tanja Sauter        | Angélique Berthenet |
| 56 kg     | Anna Gomisová          | Sara Erikssonová    | Diletta Giampiccolo |
| 62 kg     | Nikola Hartmann-Dünser | Stéphanie Groß      | Lene Aanes          |
| 68 kg     | Ewelina Pruszko        | Galina Ivanova      | Elmira Kurbanova    |
| 75 kg     | Nina Englich           | Tetiana Komarnytska | Monika Kowalska     |